# Felipe Longo
Felipe Longo Fernandes da Silva (ur. 5 marca 2005 w São Paulo) – brazylijski piłkarz pochodzenia włoskiego występujący na pozycji bramkarza, od 2024 roku zawodnik Corinthians.